# كريس مارتينيز
فرناندو خيمينيز (بالإسبانية: Fernando Giménez)‏ (10 يوليو 1984 في باراغواي - ) هو لاعب كرة قدم باراغواياني في مركزي مركز الجناح ‏ والوسط، شارك في كوبا ليبرتادوريس وكوبا سود أمريكانا والدوري الإكوادوري لكرة القدم. وشارك مع منتخب باراغواي لكرة القدم. أما مع النوادي، فقد لعب مع نادي إيميلك وناسيونال أسونسيون وبويرتو مونت ‏ وأونيفرسيداد دي كونسيبسيون ‏.

## وصلات خارجية
- كريس مارتينيز على موقع قاعدة بيانات كرة القدم.إي يو (الإنجليزية)
- كريس مارتينيز على موقع Soccerway.com (الإنجليزية)

لم يتم العثور على روابط لمواقع التواصل الاجتماعي.